# Adolf Wolff (Tiermediziner)
Adolf Wolff (* 11. September 1910 in Rülzheim; † 24. Oktober 1998 in München) war ein deutscher Veterinärmediziner.

## Leben
Wolff wurde 1909 in Rülzheim als Sohn von Franz VI. Wolff geboren. Er studierte Veterinärmedizin an der Ludwig-Maximilians-Universität München und wurde dort 1947 mit der Arbeit Untersuchungen über die pathologische Anatomie, Histopathologie und Pathogenese der infektiösen Bronchopneumonie des Pferdes zum Dr. med. vet. promoviert. Anschließend war er als Ministerialdirigent am Bayerischen Landwirtschaftsministerium tätig. Später ernannte ihn die LMU zum Honorarprofessor. Er war Herausgeber der Veterinärgesetze des Freistaates Bayern und des Bundes. Wolff starb 1998 in München. 
Wolff ist der Vater des Literaturwissenschaftlers Reinhold Wolff.

## Veröffentlichungen/Herausgeberschaften
- Untersuchungen über die pathologische Anatomie, Histopathologie und Pathogenese der infektiösen Bronchopneumonie des Pferdes (1947).
- Die Rindertuberkulose und ihre Bekämpfung in Bayern (1950).
- Veterinär-Vorschriften in Bayern (Loseblattsammlung).
- Veterinär-Vorschriften des Bundes (Loseblattsammlung).